# Бауле (мова)
Бауле — мова, що належить до нігеро-конголезької макросімʼї, сімʼї ква. Поширена в Кот-дʼІвуарі (райони Лак, Валле-дю-Бандама, Лаґюн, Сасандра-Марауе, Ґо-Джибуа, Вороба). Виходять радіопередачі.

## Писемність
Мова бауле користується латинською абеткою.
| A a | B b | C c  | D d | E e | Ɛ ɛ | F f | G g | Gb gb | I i | J j  | K k | Kp kp | L l |
| --- | --- | ---- | --- | --- | --- | --- | --- | ----- | --- | ---- | --- | ----- | --- |
| /a/ | /b/ | /t͡ʃ/ | /d/ | /e/ | /ɛ/ | /f/ | /g/ | /ɡ͡b/  | /i/ | /d͡ʒ/ | /k/ | /k͡p/  | /l/ |

| M m | N n | Ny ny | O o | Ɔ ɔ | P p | R r | S s | T t | U u | V v | W w | Y y | Z z |
| --- | --- | ----- | --- | --- | --- | --- | --- | --- | --- | --- | --- | --- | --- |
| /m/ | /n/ | /ɲ/   | /o/ | /ɔ/ | /p/ | /r/ | /s/ | /t/ | /u/ | /v/ | /w/ | /j/ | /z/ |

- Носові голосні передаються написанням букви n після букви для голосного: an [ã], ɛn [ɛ̃], in [ĩ], ɔn [ɔ̃], un [ũ]. Звуки [e] і [o] носовими бути не можуть.

## Додаткові джерела і посилання
- Вибрані аяти Корану мовою бауле (латинське письмо). / Kla ufue i nun ndɛ cinnjin mun.